# Soane Toevalu
Pas d'image ? Cliquez ici

a Compétitions nationales et continentales officielles uniquement.

Soane Toevalu, né le 10 octobre 1982 à Tarbes (Hautes-Pyrénées), est un joueur de rugby à XV français qui évolue aux poste de troisième ligne ou de deuxième ligne. 

## Carrière
Soane Toevalu est formé au FC Lourdes, avant de rejoindre la Section paloise avec qui il fait ses débuts professionnels. Il joue ensuite une saison à Tarbes, avant de s'engager avec le RC Toulon en 2005. Il joue quatre saisons avec le RCT, durant laquelle il remporte le titre de champion de France de Pro D2 en 2008.
En 2009, il rejoint le Stade montois avec qui il joue pendant deux saisons, avant de jouer une saison en Fédérale 1 avec son club formateur de Lourdes. En 2012, il retrouve le rugby professionnel en rejoignant l'AS Béziers. Non-conservé en 2015, il continue alors sa carrière au niveau amateur avec le RC Hyères-Carqueiranne jusqu'en 2019. Il joue ensuite pour le RC Vallée du Gapeau en Promotion d'Honneur, avant de jouer avec le club allemand d'Offenbach jusqu'en 2023.

## Palmarès
- Vainqueur du Championnat de France de 2e division en 2008 avec le RC Toulon.
- Vainqueur du Championnat de France de Fédérale 2 en 2017 avec le RC Hyères-Carqueiranne.